# Zverovka
Zverovka (1000 m n. m.) (  polsky Zwierówka) je polana patřící obci Zuberec v Roháčské dolině a významné středisko turistiky v Západních Tatrách na Slovensku.

## Objekty
Na polaně a v okolí se nachází Chata Zverovka, Penzion Sindlovec, Horský hotel Osobitá, Chata Spálená a Chata Primula. V horní části Roháčské doliny se nachází Ťatliakova chata.

## Turistika
Je oblíbeným východiskem vysokohorských túr na Osobitou, Brestovú, Baníkov, Ostrý Roháč, Volovec, Plačlivé, Lučnu, Rakoň, Salatín, Pachoľa a Spálenou.
Zverovka poskytuje možnost ubytování v hotelech a chatách a zimní středisko Zverovka - Spálená ideální podmínky pro zimní sporty do pozdního jara. Asi 100 metrů severně od Zverovky se nachází Pleso pod Zverovkou (983 m n. m.), které místní nazývají Maras. Dále se v oblasti rekreačního zařízení nachází Pietní místo obětem Roháčů a stanice Horské služby.
V blízkosti hlavní chaty Zverovka začíná naučná stezka Zverovka.
Ze Zverovky vede Roháčskou dolinou červeně značený bezbariérový turistický chodník, vhodný pro lidi se sníženou pohyblivostí a imobilní. Má délku 3,1 km, končí u Ťatliakovy chata a jeho povrch je asfaltový.  Vzhledem k značné převýšení se vozíčkářům doporučuje doprovod. 

## Přístup
- po  červené značce ze Zuberce
- po silnici ze Zuberce